# Filippo Aurelio Visconti
Filippo Aurelio Visconti (Rome, 10 juillet 1754 - 30 mars 1831) est un antiquaire et numismate italien.

## Biographie
Filippo Aurelio Visconti nait à Rome le 10 juillet 1754.
Nommé, le 23 juillet 1782, commissaire du musée des antiques de Rome, il trouve dans cette position l’occasion de s’adonner aux études archéologiques et de numismatique pour lesquelles il a une sorte de passion. De là son premier écrit sur une statue de Vertumne, inséré, sous le titre d’Observations, dans le recueil de l’académie des antiquités et des beaux-arts de Rome.
En 1814, il fait une dissertation sur une statue d’Hébé ; puis, une autre sur une statue de Jupiter dont il s’attache à faire ressortir les lignes, l’expression et jusqu’à la pensée. La numismatique ne l’attire pas moins, et il veut faciliter, à ses frais, aux artistes le moyen de reproduire des médailles. Il a recours pour cela à une liqueur composée de soufre et d’autres ingrédients, au moyen de laquelle la médaille moulée en plâtre rend parfaitement l’original. Tant d’efforts valent à Visconti l’estime de ses concitoyens : Venise l’invite à venir décrire le musée Obiziano de Catajo ; Velletri lui propose le soin d’en faire autant pour le musée Borgia.
Il fait paraître une édition nouvelle de la Rome de Ridolfino Venuti, 1803 ; il publie ensuite le tome 1 du Musée Chiaramonti et donne une description des fresques du Masaccio dans la basilique de St-Clément ; enfin il fait connaître de même le temple d'Antonin et Faustine comme on peut le voir dans la splendide édition publiée par Mariano en 1810. Il disserte aussi sur le temple de la Sibylle et de Vesta et sur une colonne isolée placée dans le forum et qu’il pense avoir été dédiée à l’empereur Phocas.
Visconti est secrétaire de l’académie archéologique, il préside la commission des antiquités et des beaux-arts. À la chute de la domination française, il est nommé en 1816 secrétaire de la commission consultative des beaux-arts, par le cardinal Pacca.
En 1818, Visconti publie ses observations sur le Jupiter stator et le Jupiter tonnant. Dans une lettre adressée à Antonio Nibby et publiée dans le Diario romano de 1819, il fait connaître un bas-relief découvert dans une maison voisine du portique d’Octavie. Enfin, dans une autre lettre adressée au cardinal Camerlengo, Visconti s’explique au sujet d’une inscription tumulaire qui couvre les restes de la martyre Valentine, et il y décrit un bronze élevé à la mémoire de Narcisse.
En dernier lieu il prit part à la rédaction d’une Indication sommaire des vases de terre cuite découverts en 1828 sur le territoire de Canino. Le savant archéologue termine sa carrière à Rome le 30 mars 1831.